# Літанг
Літанг (також Гаочен, від кит. 高城镇, пін. Gāochéng Zhèn) — містечко у КНР, адміністративний центр однойменного повіту на півдні Гарцзе-Тибетської автономної префектури.

## Географія
Літанг розташовується у східній частині регіону Кхам, лежить у горах Гендуаншань на висоті понад 4000 метрів над рівнем моря у верхній течії річки Літанг.

### Клімат
Містечко перебуває у зоні так званої «гірської тундри», котра характеризується кліматом полярних пустель. Найтепліший місяць — липень із середньою температурою 11.7 °C (53 °F). Найхолодніший місяць — січень, із середньою температурою -5.6 °С (22 °F).
| Клімат Літанга          | Клімат Літанга | Клімат Літанга | Клімат Літанга | Клімат Літанга | Клімат Літанга | Клімат Літанга | Клімат Літанга | Клімат Літанга | Клімат Літанга | Клімат Літанга | Клімат Літанга | Клімат Літанга | Клімат Літанга |
| Показник                | Січ.           | Лют.           | Бер.           | Квіт.          | Трав.          | Черв.          | Лип.           | Серп.          | Вер.           | Жовт.          | Лист.          | Груд.          | Рік            |
| Середній максимум, °C   | 3              | 3              | 7              | 11             | 15             | 16             | 17             | 16             | 15             | 11             | 7              | 5              | 11             |
| Середня температура, °C | −5             | −4             | 0              | 4              | 8              | 10             | 11             | 10             | 8              | 5              | 0              | −4             | 5              |
| Середній мінімум, °C    | −14            | −12            | −8             | −3             | 1              | 5              | 6              | 5              | 2              | −1             | −8             | −13            | −3             |
| Норма опадів, мм        | 0              | 0              | 10             | 0              | 60             | 140            | 270            | 250            | 180            | 60             | 0              | 0              | 1010           |
| Днів з дощем            | 2              | 3              | 7              | 6              | 11             | 18             | 22             | 25             | 21             | 12             | 2              | 0              | 132            |
| Вологість повітря, %    | 34             | 46             | 45             | 50             | 57             | 67             | 74             | 75             | 71             | 64             | 49             | 42             | 56             |
| ----------------------- | -------------- | -------------- | -------------- | -------------- | -------------- | -------------- | -------------- | -------------- | -------------- | -------------- | -------------- | -------------- | -------------- |
| Джерело: Weatherbase    |                |                |                |                |                |                |                |                |                |                |                |                |                |